# Vạn Ninh (huyện)
Vạn Ninh là một huyện cũ ven biển nằm ở phía bắc tỉnh Khánh Hòa, Việt Nam.

## Địa lý
Huyện Vạn Ninh nằm ở phía bắc của tỉnh Khánh Hoà, nằm cách thành phố Nha Trang khoảng 60 km về phía bắc, phía nam dãy Đèo Cả - Vọng Phu, có vị trí địa lý:
- Phía đông và phía nam giáp Biển Đông
- Phía tây giáp thị xã Ninh Hòa và huyện Sông Hinh, tỉnh Phú Yên
- Phía bắc giáp thị xã Đông Hòa và huyện Tây Hòa thuộc tỉnh Phú Yên.

Huyện Vạn Ninh có diện tích tự nhiên là 550 km², với khoảng 75% là rừng. Tổng dân số là 134.820 người. Dân cư sống chủ yếu bằng nông nghiệp, ngư nghiệp lâm nghiệp và  dịch vụ
Huyện có một số khoáng sản như cao lanh (ở Xuân Tự), cát trắng (ở Đầm Môn), sa khoáng imenit (ở Vĩnh Yên - Hòn Gốm), đá granit (ở Tân Dân), vàng (ở Xuân Sơn).
Đường sắt Bắc - Nam chạy qua các ga Đại Lãnh, Tu Bông và ga Giã trên địa bàn huyện. Đây cũng là địa phương có dự án Đường cao tốc Vân Phong – Nha Trang đi qua đang được xây dựng.

### Mũi Đôi
Mũi Đôi tại bán đảo Hòn Gốm, vịnh Vân Phong, xã Vạn Thạnh, huyện Vạn Ninh, tỉnh Khánh Hòa là điểm cực Đông trên đất liền của Việt Nam. Nơi này đã được Bộ Văn hóa Thể thao và Du lịch công nhận là di tích quốc gia.
Tọa độ: 12°38′54″B 109°27′42″Đ / 12,6483611°B 109,4616225°Đ.

## Lịch sử
Huyện Vạn Ninh trước kia là huyện Quảng Phước thuộc phủ Thái Khang, được thành lập năm Thịnh Đức thứ nhất (1653), đến năm 1690, phủ Thái Khang đổi thành phủ Bình Khang gồm 2 huyện Quảng Phước và Tân Định. Năm Gia Long thứ hai (1803) phủ Bình Khang đổi thành phủ Bình Hòa. Năm Minh Mạng thứ mười hai (1831), phủ Bình Hòa lại đổi thành phủ Ninh Hòa, gồm các tổng: Phước Tường Ngoại, Phước Tường Nội, Phước Thiện, Phước Hà Nội, Phước Hà Ngoại, Phước Khiêm.
Sau khi Pháp xâm lược Việt Nam, Pháp đã mở đường 21, nối liền Buôn Ma Thuột với huyện Tân Định và cảng Hòn Khói, nền kinh tế Tân Định trở nên phồn thịnh. Pháp lại đổi tên huyện Tân Định thành phủ Ninh Hòa, cắt 3 tổng của huyện Quảng Phước là Phước Khiêm, Phước Hà Nội, Phước Hà Ngoại nhập vào phủ Ninh Hòa (thị xã Ninh Hòa ngày nay). Huyện Quảng Phước cũ đổi thành huyện Vạn Ninh ngày nay.
Từ năm 1945 trở về trước, huyện Vạn Ninh có 3 tổng: Phước Tường Nội, Phước Tường Ngoại, Phước Thiện.
Đầu năm 1946, chính quyền Việt Nam Dân chủ Cộng hòa chủ trương thành lập đơn vị hành chính cấp xã, huyện Vạn Ninh thành lập được 8 xã. Phước Thiện có 3 xã: Phước Đông, Phước Trung, Phước Tây; Phước Tường Nội có 3 xã: Đồng Xuân, Đồng Tiến, Đồng Hòa; Phước Tường Ngoại có 2 xã: Liên Hưng, Liên Hiệp.
Đến năm 1956, chính quyền Việt Nam Cộng hòa cắt tổng Phước Thiện nhập vào huyện Ninh Hòa.
Năm 1976, Vạn Ninh và Ninh Hòa hợp nhất thành huyện Khánh Ninh thuộc tỉnh Phú Khánh.
Ngày 23 tháng 10 năm 1978, Chính phủ ra Quyết định số 268-CP thành lập thị trấn Vạn Giã thuộc huyện Khánh Ninh.
Năm 1979, Khánh Ninh lại được tách ra làm 2 huyện Ninh Hòa và Vạn Ninh cho đến ngày nay.
Huyện Vạn Ninh gồm thị trấn Vạn Giã và 9 xã: Vạn Bình, Vạn Hưng, Vạn Khánh, Vạn Long, Vạn Lương, Vạn Phú, Vạn Phước, Vạn Thắng, Vạn Thạnh.
Ngày 30 tháng 9 năm 1981, chia xã Vạn Phước thành 2 xã: Vạn Phước và Vạn Thọ.
Ngày 13 tháng 9 năm 1985, chia xã Vạn Thọ thành 2 xã: Vạn Thọ và Đại Lãnh.
Ngày 15 tháng 4 năm 1986, chia xã Vạn Hưng thành 2 xã: Vạn Hưng và Xuân Sơn.
Ngày 30 tháng 6 năm 1989, tỉnh Khánh Hòa được tái lập từ tỉnh Phú Khánh, huyện Vạn Ninh thuộc tỉnh Khánh Hòa.
Tháng 12 năm 1993, Nghị quyết kỳ họp thứ 4 Quốc hội khóa IX điều chỉnh ranh giới giữa 2 tỉnh Phú Yên và Khánh Hòa, thôn Vũng Rô (thuộc xã Đại Lãnh) được tách ra khỏi huyện Vạn Ninh, tỉnh Khánh Hòa để sáp nhập vào xã Hòa Xuân, huyện Tuy Hòa, tỉnh Phú Yên (nay thuộc xã Hòa Xuân Nam, thị xã Đông Hòa).
Huyện Vạn Ninh có 1 thị trấn và 12 xã như hiện nay.
Ngày 22 tháng 9 năm 2010, Bộ Xây dựng ban hành Quyết định 855/QĐ-BXD công nhận thị trấn Vạn Giã là đô thị loại IV.

## Hành chính
Huyện Vạn Ninh có 13 đơn vị hành chính cấp xã trực thuộc, bao gồm thị trấn Vạn Giã (huyện lỵ) và 12 xã: Đại Lãnh, Vạn Bình, Vạn Hưng, Vạn Khánh, Vạn Long, Vạn Lương, Vạn Phú, Vạn Phước, Vạn Thắng, Vạn Thạnh, Vạn Thọ, Xuân Sơn.

## Du lịch
Huyện Vạn Ninh có các thắng cảnh du lịch như: bãi biển Đại Lãnh và vịnh Vân Phong.
Bãi biển Đại Lãnh nằm dưới chân đèo Cả, có một bờ biển thoải dài, cát trắng mịn, nước trong xanh, đã là điểm du lịch từ nhiều năm. Bãi biển này vào năm 1836 đã được vua Minh Mạng chọn làm biểu tượng khắc trên một trong 9 đỉnh đồng đặt trước Thế Miếu ở Huế. Mũi Hòn Đôn trên bán đảo Hòn Gốm là điểm cực đông trên đất liền của Việt Nam.
Vịnh Vân Phong chỉ mới vừa được phát hiện tiềm năng. Vịnh có phần đất vươn ra biển Đông xa nhất Việt Nam. Với độ sâu trung bình 20-27 mét và ưu thế kín gió, gần đường hàng hải quốc tế, vịnh được quy hoạch thành cảng nước sâu để giao thương quốc tế, đặc biệt như trung chuyển dầu khí của Việt Nam. Đồng thời với ưu điểm về sự trong sạch, yên tĩnh và nét sơ khai, hoang dã, vịnh cũng được phát triển thành một điểm du lịch nghỉ dưỡng cho các du khách nước ngoài. Vịnh được Hiệp hội Du lịch thế giới (WTO) và Chương trình Phát triển Liên Hợp Quốc (UNDP) đánh giá là khu du lịch nhiệt đới phức hợp với bãi tắm đẹp.
Hiện nơi đây cũng đang chuẩn bị cho việc xây dựng Đặc khu kinh tế Bắc Vân Phong.

## Nhân vật ưu tú
- Phó tướng Trần Đường (?-?) người tập hợp nhân dân theo lời hiệu triệu của vua Hàm Nghi đánh Pháp trên địa phận tỉnh Khánh Hòa, ông là phó tướng của phong trào Cần Vương ở Khánh Hòa
- Hòa thượng Thích Quảng Đức